# Estat fallit

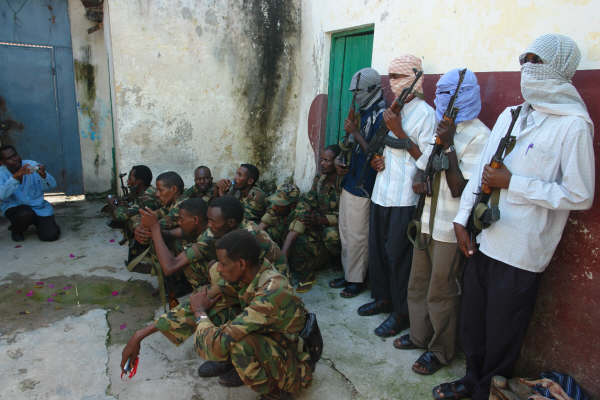
Soldats detinguts per un grup d'insurgents a Mogadiscio (Somàlia)

Un Estat fallit (també Estat fràgil) és aquell que no aconsegueix fer complir la legalitat als ciutadans, no pot fer servir el poder coercitiu i és incapaç de governar.
De manera més general, el terme és emprat habitualment per experts, polítics i  periodistes per a descriure qualsevol Estat sobirà que és incapaç de garantir el funcionament normal de l'administració, l'economia, garantir l'accés a serveis bàsics a la població i controlar la criminalitat.
Alguns dels següents exemples (per si sols o agrupats) poden ser indicadors d'un Estat fallit: 
- Corrupció política i ineficàcia policial i judicial.[2]
- Alts nivells de criminalitat, delinqüència organitzada i inseguretat ciutadana.
- Alts nivells de terrorisme i narcotràfic.
- Incapacitat de les forces i cossos de seguretat per a respondre als dos punts anteriors.
- Alts nivells de pobresa o pobresa extrema.
- Crisis econòmiques, inflació i desocupació.
- Incapacitat per a subministrar serveis bàsics a la seva població.
- Sobrepoblació i contaminació.
- Baixos percentatges de persones amb educació superior.
- Gran part de la població vivint en assentaments irregulars.
- Fugida de talent (emigració altament qualificada).
- Gran part de la població amb educació primària o secundària incompleta.
- Pèrdua de control físic del territori, o del monopoli en l'ús legítim de la força.
- Incapacitat per a respondre a emergències nacionals.
- Vulnerabilitat enfront de desastres naturals.
- Incapacitat per a interactuar amb altres Estats, com a membre ple de la comunitat internacional.

Amb tot, el grau de control governamental necessari perquè un Estat no es consideri fallit presenta fortes variacions. Per aquest motiu, el concepte mateix d'Estat fallit és controvertit, sobretot quan s'empra mitjançant un argument d'autoritat, atès que pot tenir notables repercussions geopolítiques en l'àmbit de les relacions internacionals.

## Definició acadèmica
Molts acadèmics consideren que no hi ha una definició globalment acceptada per a denominar a un Estat com a fallit. No obstant això, els criteris emprats poden resumir-se en la manca d'una autoritat unificada, reconeguda i més o menys legal sobre un territori determinat.
Segons Max Weber, un Estat té «èxit» si manté el monopoli de l'ús legítim de la força dins de les seves fronteres. Quan no es dona aquesta condició (per exemple, quan el dominen senyors de la guerra, grups paramilitars o es presenten situacions sistemàtiques de terrorisme), l'existència mateixa de l'Estat resulta dubtosa, i sol considerar-se com a fallit. Tanmateix, existeixen serioses dificultats a l'hora de determinar quan un estat és fallit i establir una "definició coherent", perquè no sempre existeix unanimitat en la comunitat científica sobre el concepte de «monopoli de l'ús legítim de la força», o sobre allò que és o no "legítim".
Per l'anterior, la terminologia "Estat fallit" ha comportat anys de controvèrsia fins que, el 2014, algunes institucions van canviar-lo per l'actual Estat Fràgil. Amb tot, en la literatura acadèmica poden trobar-se els dos termes indistintament.

## Índex dels Estats Fràgils

Mapa del món segons l'Index d'Estats Fràgils (2023)
Alerta màxima (111–120)
Gran Alerta (101–110)
Alerta (91–100)
Gran amenaça(81–90)
Amenaça alta(71–80)
Amenaça (61–70)
Menys estable (51–60)
Estable (41–50)
Més estable (31–40)
Sostenible (21–30)
Molt sostenible (0–20)
Sense dades

Article principal: Índex dels d'Estats Fràgils
El centre d'estudis estatunidenc Fund for Peace (Fons per la Pau) emet anualment l'Índex dels Estats Fràgils (anomenat anteriorment Índex dels Estats Fallits). Aquest índex classifica els països basant-se en quatre àmbits: Polític, Social, Econòmic i Cohesió Social. En total, s'hi analitzen dotze indicadors:
- Pressió demogràfica creixent
- Moviments massius de refugiats i desplaçats interns
- Descontentament grupal i cerca de venjança
- Fugida crònica i constant de població
- Desenvolupament desigual entre grups
- Crisi econòmica aguda o greu
- Criminalització i deslegitimació de l'Estat
- Deteriorament progressiu dels serveis públics
- Violació estesa dels Drets Humans
- Existència d'un aparell d'«Estat dins de l'Estat»: ascens d'elits o faccions al poder.
- Intervenció d'altres estats o factors externs